# Stylaster horologium
Stylaster horologium is een hydroïdpoliep uit de familie Stylasteridae. De poliep komt uit het geslacht Stylaster. Stylaster horologium werd in 1991 voor het eerst wetenschappelijk beschreven door Cairns. 